# Felix Slováček

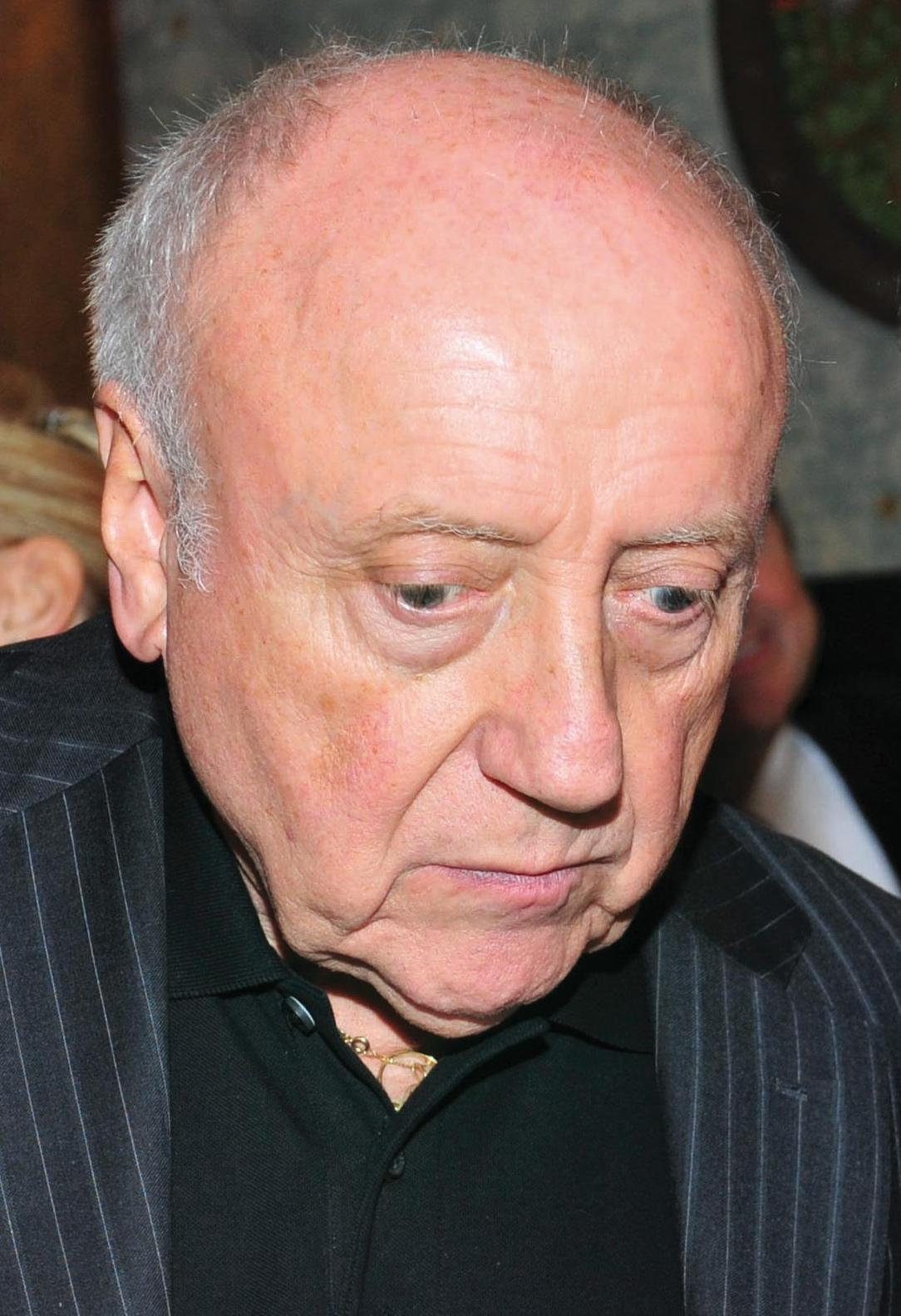
Felix Slováček (2013)

Felix Slováček, eigentlich Antonín Slováček (* 23. Mai 1943 in Zlín) ist ein tschechischer Klarinettist, Saxofonist, Komponist und Bigband-Leader.

## Leben und Wirken
Slováček absolvierte das Konservatorium in Kroměříž und die Janáček-Akademie der musikalischen Künste (JAMU) in Brno. Er trat mit dem Orchester von Karel Vlach auf, ebenso mit dem Orchester von Gustav Brom, der Rias Bigband, der DR Big Band in Kopenhagen und der WDR Big Band. Slováček war in den Jahren 1969 bis 1986 Solist des Orchesters von Ladislav Štaidl. Er hat heute eine eigene Big-Band. Seine Aufnahmen verkauften sich mehr als zwei Millionen Mal.
Er ist seit 1983 mit der Schauspielerin Dagmar Patrasová verheiratet, mit der zwei Kinder hat. Seine Tochter Anna Slováčková (1995–2025) war Sängerin und Schauspielerin, sein Sohn Felix Slováček (* 1983) ist Musiker. Mit der Schauspielerin Renée Wevelsiepová hat er eine weitere Tochter, René Slováčková (* 1977), die ebenfalls Schauspielerin und Synchronsprecherin ist.

## Diskografie (Auswahl)
- 2008: Made in Czecho Slováček
- 2003: Gold
- 1998: Felix Slováček Con Amore (Český rozhlas)
- 1998: Felix Slováček Big Band – Happy-Go-Lucky (Český rozhlas)
- 1997: 20 × Felix Slováček (Bonton music)
- 1996: Rozvíjej se, poupátko
- 1996: Felix Slováček a jeho Beatles (Monitor-EMI)
- 1996: Felix Slováček – Saxo (Bonton music)
- 1994: Dvorana slávy
- 1994: Felix Slováček – Classic Essential (Supraphon)
- 1993: For Lovers (Supraphon)